# Alois Kánský
Alois Kánský (20. října 1954, Praha – 31. října 2008, Praha) byl český římskokatolický kněz, publicista a spisovatel. Působil jako kaplan v Plzni (1978 – 1985) a poté u sv. Markéty v Břevnově (1985 – 1990), poté spravoval farnosti u kostela sv. Gotharda v Bubenči (1990 – 1992), Roztoky u Prahy, Unětice, Libčice, na Levém Hradci a v Suchdole a na závěr byl farářem u sv. Antonína v pražských Holešovicích (1999 – 2008).
V letech 1990–1991 byl šéfredaktorem Katolického týdeníku (post ztratil poté, co byl zveřejněněn fakt, že za komunistického režimu spolupracoval se StB). V roce 2001 vydal knihu Procházka kostelem. Malý průvodce pro děti.

## Život
Alois Kánský byl roku 1978 kardinálem Františkem Tomáškem vysvěcen na kněze. Do roku 1985 byl kaplanem v Plzni a poté do roku 1990 kaplanem u sv. Markéty v Břevnově. Dva roky působil jako administrátor farnosti u kostela sv. Gotharda v Bubenči a v letech 1992 až 1999 pak jako administrátor a poté farář v Roztokách u Prahy, Úněticích, Libčicích, na Levém Hradci a v Suchdole. Od roku 1999 působil jako farář u sv. Antonína v pražských Holešovicích.
Alois Kánský za komunistického režimu pod nátlakem podepsal spolupráci s StB, k čemuž se po roce 1989 (poté, co bylo jeho jméno zveřejněno v seznamu spolupracovníků StB) přiznal, omluvil se za to a označil to za své selhání. Podle svého vyjádření byl v době podpisu v těžké životní situaci, umírala mu matka a on sám byl těžce nemocný. Jiří Zajíc k tomu poznamenává, že Kánský ovšem po svém zavázání se ke spoluprací přerušil mnoho svých aktivit v podzemní církvi, aby neuváděl své spolupracovníky v nebezpečí, a ač podle Zajíce věděl o řadě aktivit třeba Tomáše Halíka, zjevně o nich ani o většině svých předchozích kontaktů své dozorčí důstojníky nikdy neinformoval.
V roce 1986 sloužil zádušní mši při pohřbu básníka a nositele Nobelovy ceny Jaroslava Seiferta, která byla pod přísným dohledem komunistického režimu a tajné Státní bezpečnosti kvůli jeho sympatiím k Chartě 77. V devadesátých letech se intenzivně stýkal i s mnoha osobnostmi české kultury, pohřbíval populárního herce a moderátora Miloslava Šimka a oddával například herce Otakara Brouska ml. nebo dalšího televizního moderátora Dalibora Gondíka.
Od prosince 1989 do října 1990 byl šéfredaktorem Katolického týdeníku.
Poté, co bylo jeho jméno zveřejněno v seznamu spolupracovníků StB, se za svou spolupráci následně omluvil, při čemž uvedl, že během své spolupráce s StB nikomu neublížil.
Pro děti a jejich rodiče napsal knihu Procházka kostelem. Malý průvodce pro děti.
Zemřel náhle 31. října 2008 na faře v Holešovicích, kde poslední léta působil jako farář. Pohřben byl do rodinné hrobky na Vinohradském hřbitově.